# حقبة (علم الفلك)
حقبة في الفلك (بالإنجليزية: Epoch)‏ هي النقطة الزمنية التي ترجع إليها بيانات عن احداثيات فلكية أو بيانات كوكب أو عنصر مداري أو التقويم الفلكي.
ذلك لأن تلك الاحداثيات والبيانات تتغير مع الوقت لأن مواقع الكواكب والنجوم تتغير مع الزمن.

## مقدمة

المطلع المستقيم والميل كما يرى من داخل الكرة السماوية. وهما احداثيان يحددان موقع نجم أو جرم سماوي، في حقبة معينة.

يمكن تصور الحقبة الفلكية بأنها النقطة الزمنية التي أجرينا فيها لقطة لأي ناحية في الكون. فعلى أساس تلك الصورة نقوم بتسجيل جميع البيانات. فتكون تلك البيانات مختصة بوقت اللحظة الزمنية للتصوير:
- الاحداثيات الفلكية لاجرام سماوية خارج المجموعة الشمسية، وعلى الأخص لـ النجوم فيمكن عن طريق الرجوع إلى الحقبة وبمعرفة حركة البدارية - التي هي الحركة الدورانية البطيئة لمحور الأرض حول نفسه - وحركة الجرم السماوي المرصود، فيمكن حساب مكان وجوده في أي زمن آخر. تلك القياسات والحسابات لها أهمية خاصة في علم الفلك وفي الجيوديسيا (علم شكل الأرض ومساحتها)، وكذلك بالنسبة لحسابات بعثات الفضاء ولتوجيه التلسكوبات.

لهذا تستخدم «نقطة الربيع» كمرجع زمني للإحداثيات الفلكية.
- تنتسب بيانات الميل والمطلع المستقيم والاحداثيات الاستوائية في فهرس النجوم دائما إلى حقبة معينة.
- كذلك بالنسبة إلى عناصر أفلاك أجرام سماوية، مثل عناصر فلك كبلر: فعند حسابها في أوقات أخرى فلا بد من أخذ تأثيرات أجرام سماوية أخرى قريبة في الحسبان.
- في التقويم الفلكي وهي القيم المسجلة في جداول لأجرام سماوية، وهذه تكون في معظم الحالات ترجع إلى احداثيات سمتية وتنتسب إلى حقبة معينة.

## التقويم اليولياني والحقبة J2000
طبقا للتقويم اليولياني يبلغ متوسط السنة اليوليانية، أي 25و365 يوم. تلك الفترة الزمنية لا تشكل «حقبة» حيث أننا نستخدم حاليا التقويم الغريغوري. ولكن بعض الحقبات المستخدمة يرمز لها بالسابق "J": وهذا يعني أن الحقبة "J2000" تنتسب إلى الساعة 12 من يوم 1 يناير 2000 . وبالمثل إذا كانت الحقبة
J1900
فهي تنتسب إلى الساعة 12 (منصف النهار) في يوم 0 من يناير 1900, وهذا ينتسب إلى 31 ديسمبر 1899 .

وقد أصبح من المعتاد اعطاء الزمن بحسب وقت النهار للحقبة المستخدمة، أي بحسب التوقيت الأرضي.
وبناء على ذلك فإن حقبة مرموز لها بالسابقة
"J" وموصوفة بأنها سنة
(2000 +x)، حيث x عدد موجب أو سالب في حدود 99 سنة، فيكون معناها أنها تاريخ يبعد عن عدد x من السنوات اليوليانية المقدر لكل سنة منها 25و365 يوم، تبعد عن
J2000 = JD 2451545.0 (TT)، طبقا لتقويم غريغوري بتاريخ 2000 يناير 1 الساعة 12 (نحو 64 ثانية قبل الظهر من التوقيت العالمي المنسق UTC لنفس اليوم).
أي أن أي حقبة من الحقبات اليوليانية تنتسب إلى التاريخ الغريغوري (الميلادي) بالعلاقة:
J = 2000.0 + (Julian date − 2451545.0)/365.25 .

## اقرأ أيضا
- مطلع مستقيم
- ميل (فلك)
- تقويم يولياني